# Malacobdella
Malacobdella (лат.) — род немертин, выделяемый в монотипическое семейство Malacobdellidae. В связи необычной морфологией Malacobdella долгое время  противопоставляли остальным вооружённым немертинам в качестве отряда Bdellonemertea; в настоящее время данными молекулярной филогенетики доказана их принадлежность к отряда Monostilifera.

## Строение и образ жизни
Безглазые немертины небольших размеров с плоской формой тела. На заднем конце располагается крупная присоска. Церебральные органы отсутствуют. Хобот не имеет вооружения. Ринхоцель открывается в обширную переднюю кишку. Кишечник трубковидный, без карманов, синусоидально изогнутый. Раздельнополые. Личинка свободноплавающая, планулообразная. Встречаются в арктических, бореальных и нотальных водах в качестве симбионтов мантийной полости двустворчатых моллюсков. Питаются планктоном.

## Видовой состав
В роде 6 описанных видов, хотя существует их, вероятно, больше. Malacobdella auriculae, найденная в мантийной полости пресноводного брюхоногого моллюска Chilina dombeiana, по-видимому, является пиявкой. В морях России 2 вида: Malacobdella grossa (Белое и Японское моря) и Malacobdella japonica (юг Сахалина и остров Кунашир).